# Hoàng bá
Hoàng bá hay còn gọi hoàng nghiệt (danh pháp khoa học: Phellodendron amurense) là một loài thực vật có hoa trong họ Cửu lý hương. Loài này được Franz Josef Ruprecht miêu tả khoa học đầu tiên năm 1857.

## Mô tả
Cây gỗ cao 10–30 m, đường kính ngang ngực tới 1 m. Lá 7-13 lá chét; cuống nhẵn hoặc có lông tơ; phiến lá chét hình trứng tới hình trứng-hình mác, 6-12 × 2,5-4,5 cm, dạng giấy tới giấy mỏng, nhọn đỉnh. Chùm hoa và chùm quả lỏng lẻo, cuốn và cuống nhỏ thanh mảnh. Quả dạng hình cầu, đường kính khoảng 1 cm. Hạt kích thước khoảng 6 × 3 mm. Ra hoa tháng 5-6, kết quả tháng 9-10.

## Phân bố
Hoàng bá sinh sống trong các khu rừng miền núi, các bụi rậm hay thung lũng sông. Khu vực phân bố: Trung Quốc (các tỉnh An Huy, Hà Bắc, Hắc Long Giang, Hà Nam, Cát Lâm, Liêu Ninh, Nội Mông, Sơn Đông, Sơn Tây), Đài Loan, Nhật Bản, bán đảo Triều Tiên, Viễn Đông Nga.. Tuy nhiên hiện nay loài này được trồng ở nhiều nơi khác để làm thuốc, như tại Việt Nam.

## Sử dụng y học
Nó là một trong 50 vị thuốc cơ bản của y học cổ truyền Trung Quốc. Từng được sử dụng trong điều trị viêm màng não, lị khuẩn que, viêm phổi, lao và xơ gan.
Sử dụng theo đường uống để điều trị thương tổn bụng, tiêu chảy, viêm đường ruột và nhiễm khuẩn dường tiết niệu. Berberin, một thành phần có trong hoàng bá là có hiệu quả trong điều trị tiêu chảy do nhiễm khuẩn, mắt hột và bệnh do Leishmania ở da.
Phellodendron amurense cũng có thể bảo vệ sụn chống lại quá trình thoái hóa khớp.
Nó cũng chứng tỏ là một tác nhân phòng ngừa hóa quan trọng tiềm tàng trong điều trị ung thư phổi.
Phellodendron amurense cũng có khả năng ức chế co rút tuyến tiền liệt, gợi ý về việc nó có thể hữu dụng trong điều trị các rối loạn niệu khoa gây ra bởi sự tắc nghẽn niệu đạo do tuyến tiền liệt như u xơ tuyến tiền liệt (BPH). Nexrutin (Dịch chiết vỏ cây Phellodendron amurense) có thể có tiềm năng ngăn chặn sự phát triển các khối u tuyến tiền liệt.
Các dịch chiết độc quyền chứa Magnolia officinalis và Phellodendron amurense có thể giúp giảm béo phì.
Các hợp chất trong lá (quercetin, quercetin-3-O-beta-D-glucoside, quercetin-3-O-beta-D-galactoside và kaempferol-3-O-beta-D-glucoside) được chứng minh là có khả năng làm giảm các gốc tự do tương tự như vitamin E.

## Dầu
Dầu quả hoàng bá là một loại dầu thực vật ép từ quả Phellodendron amurense. Dầu này có các tính chất tiêu diệt côn trùng tương tự như pyrethrum. Dầu chứa một số chất có hoạt tính sinh học như các flavonoid (diosmin), alkaloid (berberin, yatroriccin, palmatin), saponin và coumarin. Các ứng dụng y học của dầu quả hoàng bá bao gồm điều trị viêm tụy, giảm cholesterol, giảm đường máu và điều trị một số bệnh ngoài da.

## Hóa học
Tinh dầu:
- Tinh dầu quả chứa myrcen (62,3–70,3%) và β-caryophyllen (6,8–10,5%).
- Tinh dầu lá chứa β-elemol (18,5%) và (Z)-β-ocimen (12.6%).
- Tinh dầu hoa chứa (Z)-β-ocimen (9,5%), β-elemol (9,4%), myrcen (7,8%) và nonacosan (7,7%).

Amurensin, một tert-amyl alcohol dẫn xuất của kaempferol 7-O-glucoside, có thể tìm thấy ở P. amurense.

## Hình ảnh

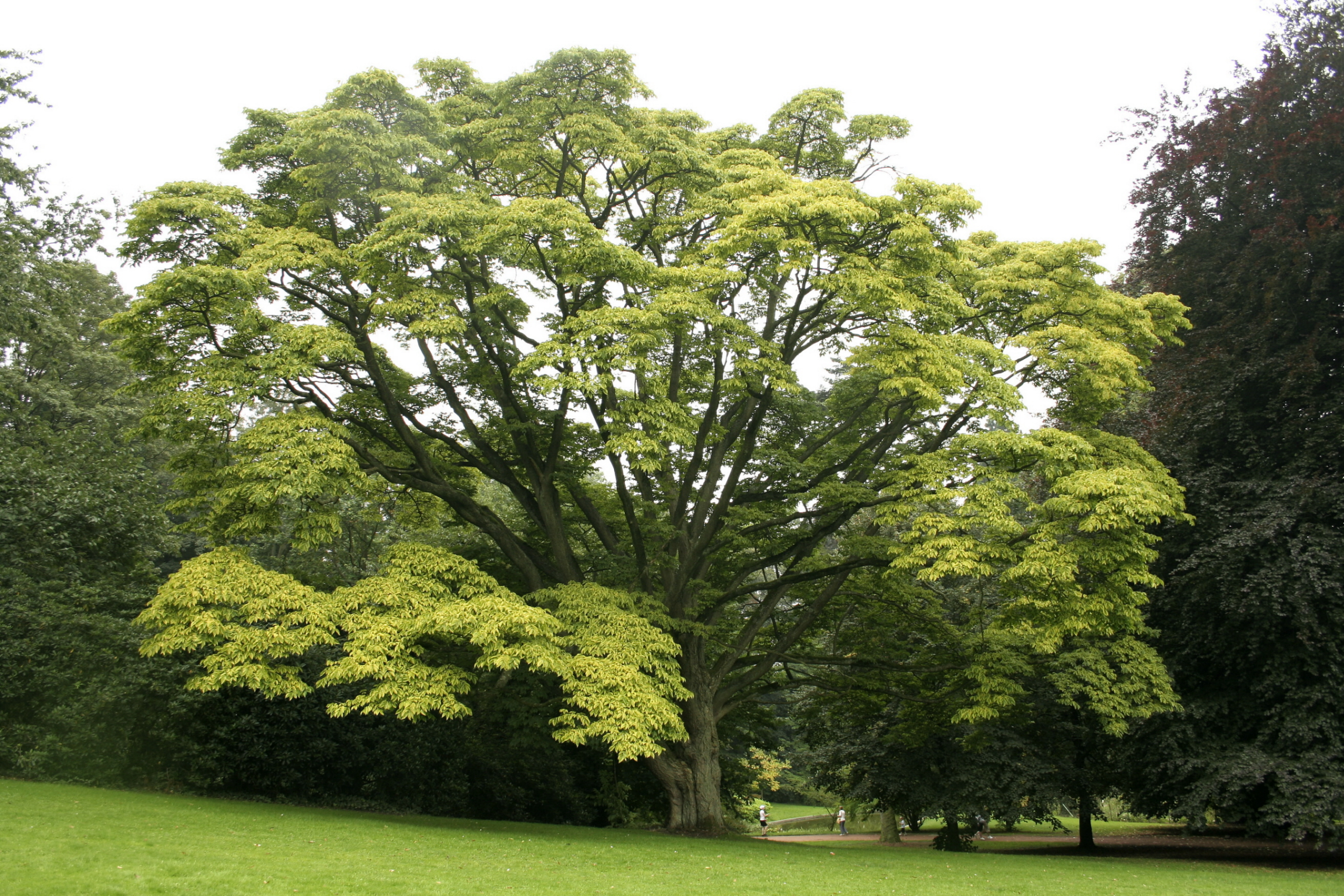
Cây
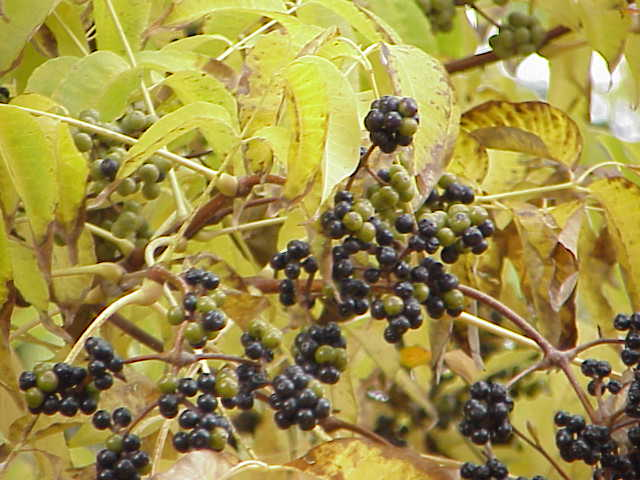
Lá và quả trong mùa thu
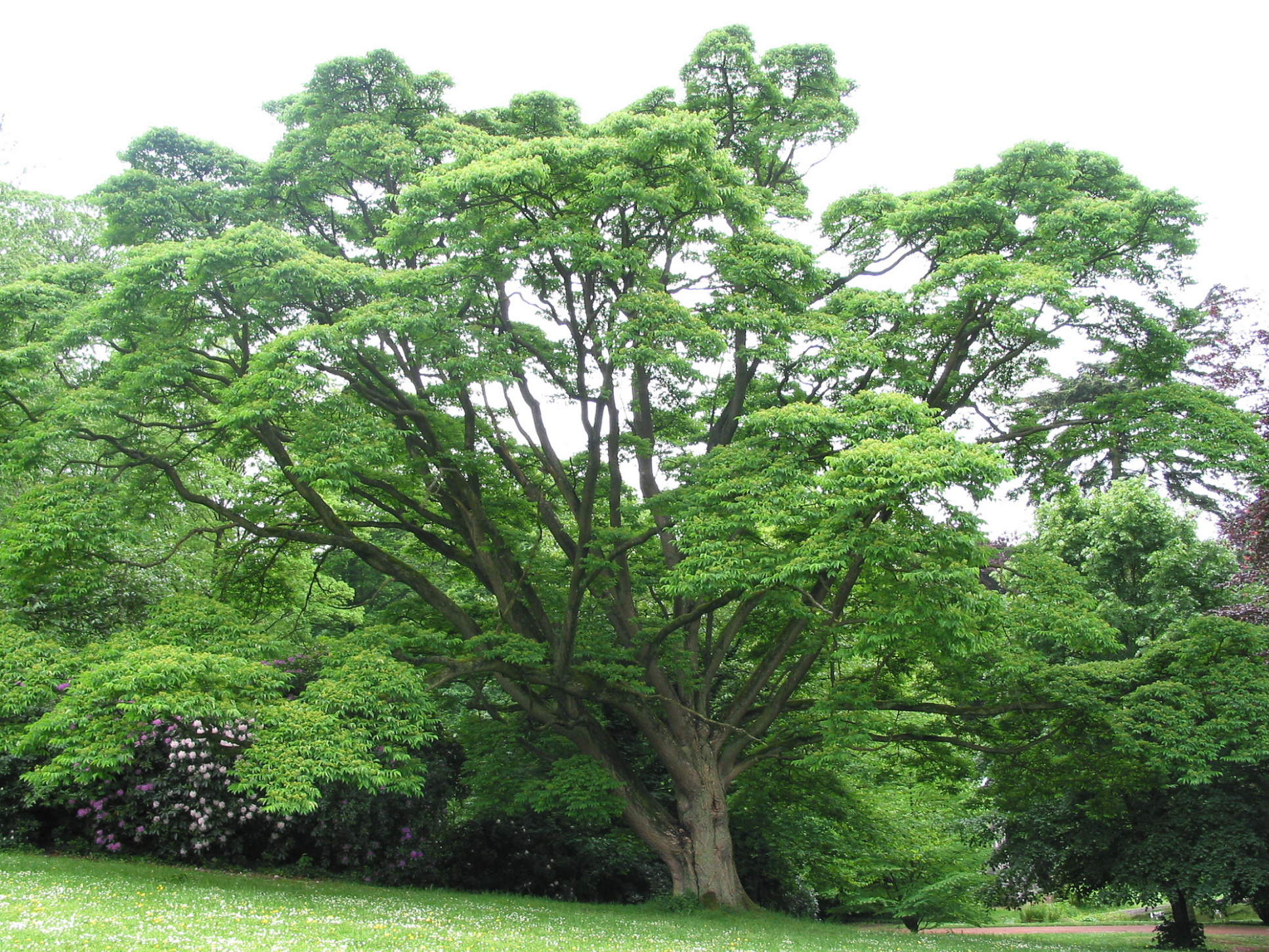
Cây
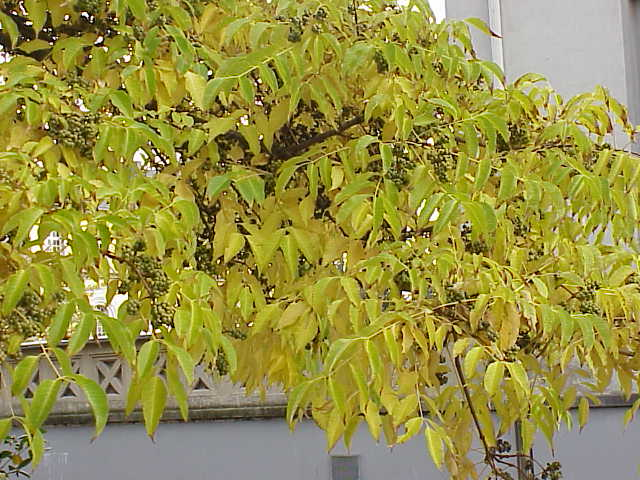
Lá trong mùa thu.
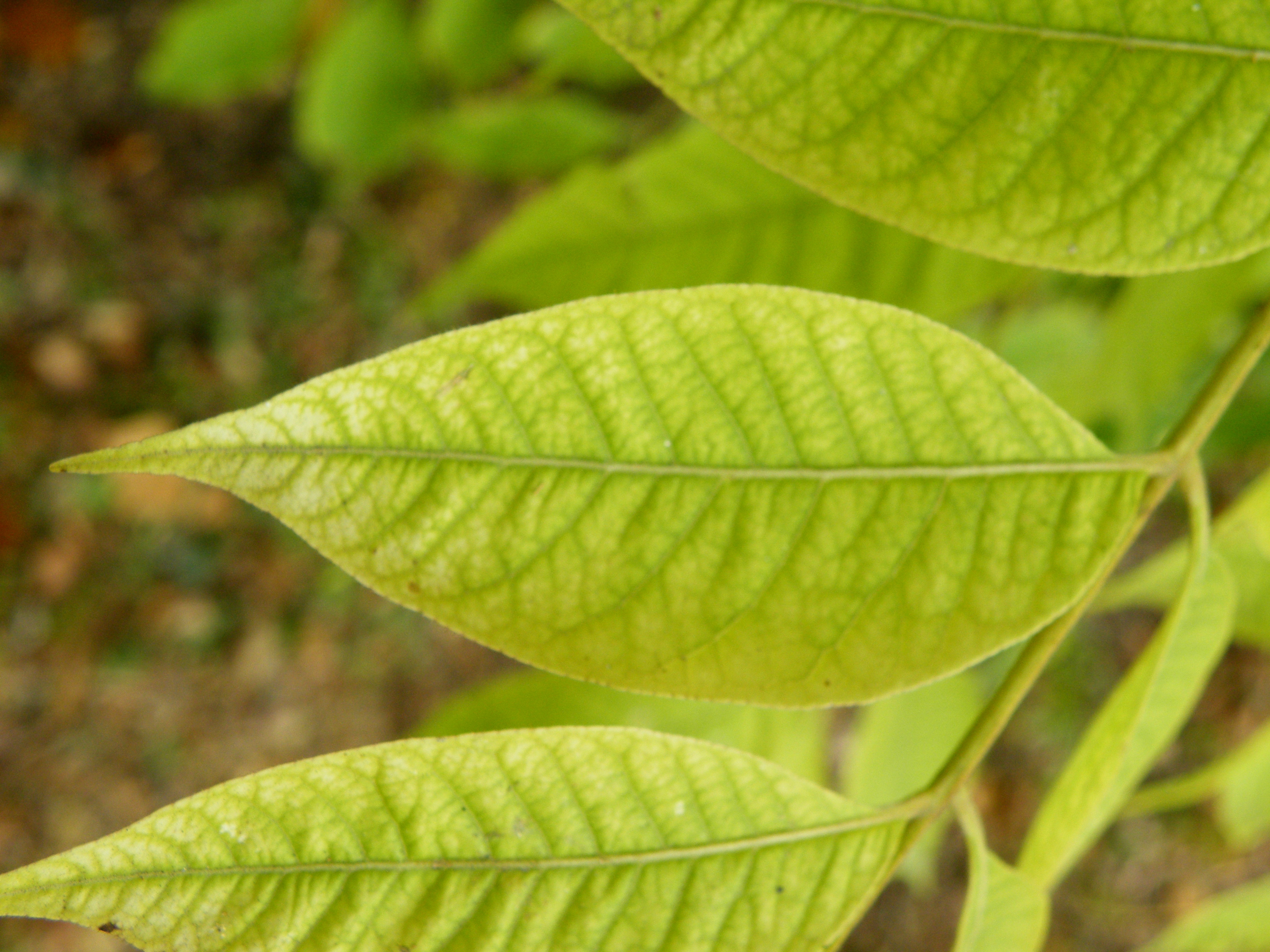
Lá
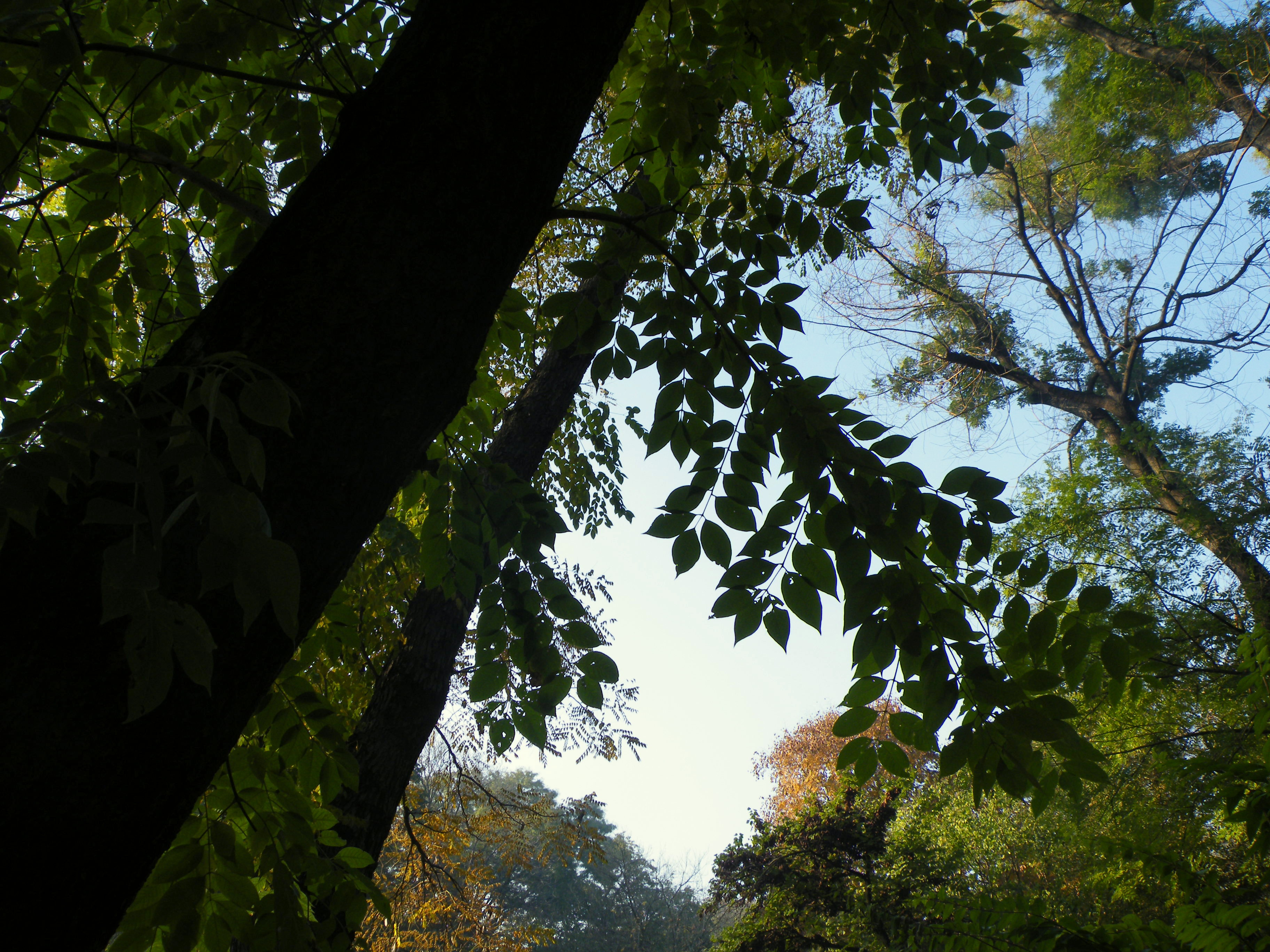
Cây
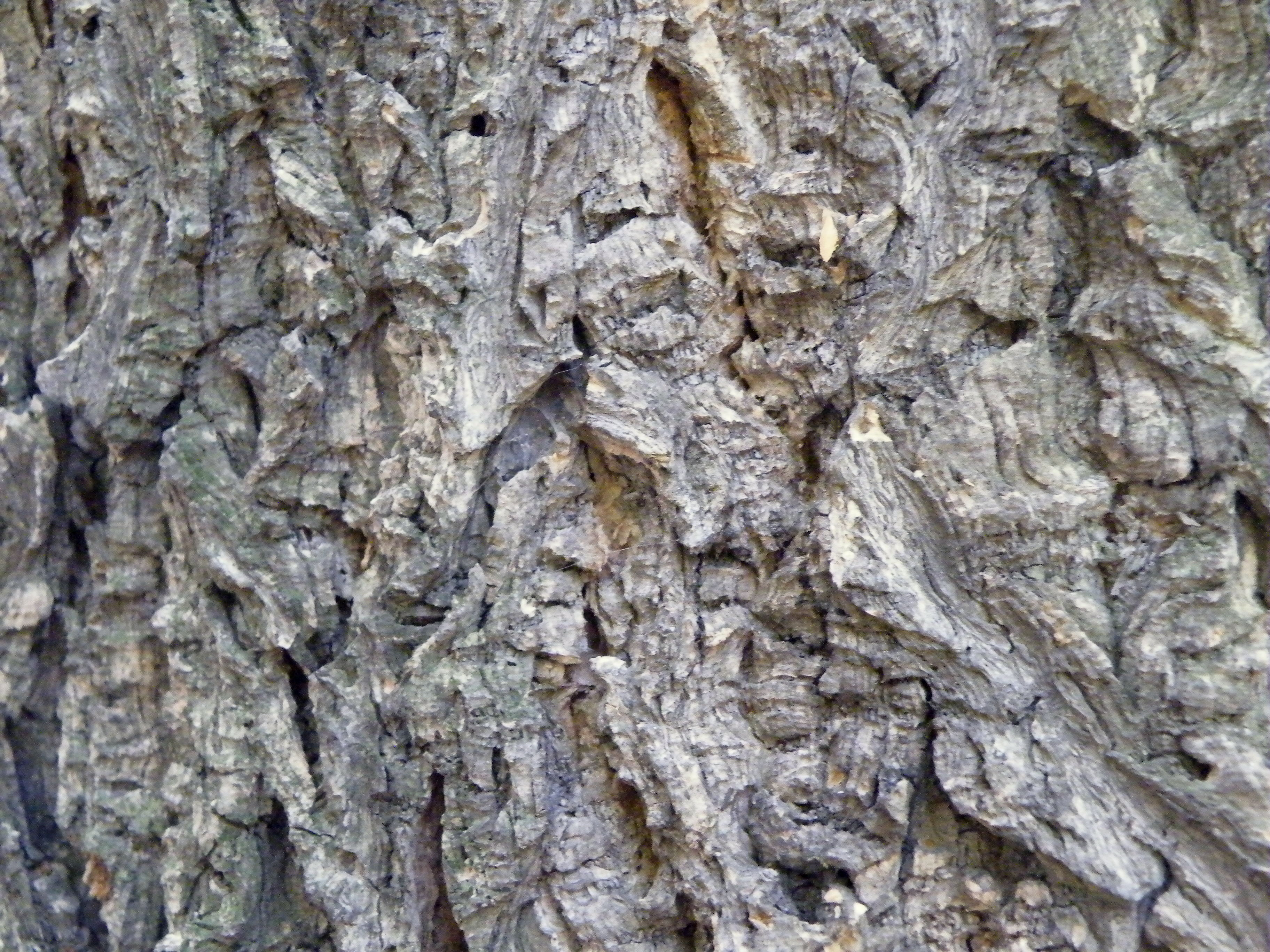
Vỏ thân cây